# Дружный (Октябрьский район)
Дружный — упразднённый сельский населённый пункт в Октябрьском районе Калмыкии, входивший в состав Мирненского сельского муниципального образования. Посёлок Дружный располагался в 26 километрах к югу от посёлка Мирный и 32 километрах в южном направлении от посёлка Большой Царын (районный центр).

## История
Посёлок возник и развивался как ферма № 2 совхоза "Большой Царын". Наименование "Дружный" посёлку фермы № 2 совхоза "Большой Царын" было присвоено решением Президиума Верховного Совета КАССР от 08 апреля 1961 года.
Лишён статуса населённого пункта распоряжением представителя Президента РК в Октябрьском районе № 230 от 20 июня 1994 года в связи с тем, что данная территория лишилась постоянно проживающего населения и оказалась в пределах одного из крестьянских хозяйства района